# Frome (Familienname)
Frome ist ein englischer Familienname.

## Herkunft und Bedeutung
Frome ist als englischer Familienname die englische Variante des deutschen Übernamens aus dem mittelhochdeutschen „vrum“, „vrom“ und bedeutet tüchtig, brav und/oder gut.

## Varianten
- From, Fromm, Fromme, Frommer, Frommert

## Namensträger
- Edward Charles Frome (1802–1890), britischer Landvermesser
- Milton Frome (1909–1989), US-amerikanischer Film- und Fernsehschauspieler
- Norman Frederick Frome (1899–1982), britischer Ornithologe